# SN 2006og
SN 2006og – supernowa typu Ia odkryta 29 października 2006 roku w galaktyce A201204+0034. W momencie odkrycia miała maksymalną jasność 21,80m.